# Fontes (Abrantes)
Fonts és una freguesia portuguesa de concelho d'Abrantes, al districte de Santarém amb 28,49 km² d'àrea i 627 habitants (2011), distribuïts en dotze nuclis de població. Densitat: 22 hab/km².
Localitzada en l'extrem nord del concelho i travessada pel riu Zézere, la freguesia de Fontes va ser creada per la Llei 135/1985, del 4 d'octubre, que va segregar el seu territori de la de Souto. Limita al nord amb el concelho de Vila de Rei, a l'est amb la freguesia de Carvalhal, al sud amb l'actual unió de les freguesies de Souto i Aldeia do Mato i a l'oest amb l'embassament de Castelo de Bode, la ribera oposada pertany al concelho de Prendre.